# ダンパーペダル (MIDI)
ダンパーペダルは、MIDIのコントロールチェンジのひとつである。値は一般的に0か127のみを使用し、それぞれOFF,ONとなる。ONの時には、ノート・オフしても音が消えず、そのまま伸びる。その状態でOFFにすることにより音を消すことができる。つまり、ピアノのダンパーペダルと同じはたらきである。(実際のピアノでは共鳴などにより音色が多少変化するが、MIDIではそのような効果は無い)
また、一部の音源ではハーフペダルという機能がついている。そのときには0と127の中間の値を指定することができる。
| コントロールチェンジ                                                                                    |
| --- |
| 連続可変系統 : #0 - #1 - #2 - #4 - #5 - #6 - #7 - #8 - #10 - #11 - #16 - #17 - #18 - #19                |
| #32 - #33 - #34 - #36 - #37 - #38 - #39 - #40 - #45 - #46 - #47 - #48                                   |
| スイッチ系統 ： #64 - #65 - #66 - #67 - #69 - #70 - #80 - #81 - #82 - #83 - #91 - #92 - #93 - #94 - #95 |
| 特殊系統 ： #96 - #97 - #98 - #99 - #100 - #101                                                         |
| モード・メッセージ (MIDI) ： #120 - #121 - #122 - #123 - #124 - #125 - #126 - #127                      |